# 高知眼瓣胎䲁
高知眼瓣胎鳚（學名：Xenopoclinus kochi），為輻鰭魚綱䲁形目胎䲁科眼瓣胎鳚屬的一個種，此種名是為了紀念軟體動物學家 H·J·科赫 (H. J. Koch)，他在進行貝類學實地考察時收集了該種標本，分布於東南大西洋南非海域，深度0至20公尺，本魚體延長，背鰭硬棘33-37枚、背鰭軟條7-11枚、臀鰭硬棘2枚、臀鰭軟條29-31枚，體長可達10公分，棲息在沙底質海草生長的水域，通常將身體埋入沙中，只露出頭頂及雙眼，雌魚產附著性卵，雄魚會守護卵，幼魚為浮游性，生活習性不明。